# Aïn El Berd (distrito)
Aïn El Berd é um distrito localizado na província de Sidi Bel Abbès, Argélia.[carece de fontes?] Sua capital é a cidade de mesmo nome.

## Comunas
O distrito está dividido em quatro comunas:
- Aïn El Berd
- Sidi Brahim
- Makedra
- Sidi Hamadouche